# New wave (typographie)
 (mars 2024).
La mise en forme du texte ne suit pas les recommandations de Wikipédia : il faut le « wikifier ».
Les points d'amélioration suivants sont les cas les plus fréquents. Le détail des points à revoir est peut-être précisé sur la page de discussion.
- Les titres sont pré-formatés par le logiciel. Ils ne sont ni en capitales, ni en gras.
- Le texte ne doit pas être écrit en capitales (les noms de famille non plus), ni en gras, ni en italique, ni en « petit »…
- Le gras n'est utilisé que pour surligner le titre de l'article dans l'introduction, une seule fois.
- L'italique est rarement utilisé : mots en langue étrangère, titres d'œuvres, noms de bateaux, etc.
- Les citations ne sont pas en italique mais en corps de texte normal. Elles sont entourées par des guillemets français : « et ».
- Les listes à puces sont à éviter, des paragraphes rédigés étant largement préférés. Les tableaux sont à réserver à la présentation de données structurées (résultats, etc.).
- Les appels de note de bas de page (petits chiffres en exposant, introduits par l'outil «  Source ») sont à placer entre la fin de phrase et le point final[comme ça].
- Les liens internes (vers d'autres articles de Wikipédia) sont à choisir avec parcimonie. Créez des liens vers des articles approfondissant le sujet. Les termes génériques sans rapport avec le sujet sont à éviter, ainsi que les répétitions de liens vers un même terme.
- Les liens externes sont à placer uniquement dans une section « Liens externes », à la fin de l'article. Ces liens sont à choisir avec parcimonie suivant les règles définies. Si un lien sert de source à l'article, son insertion dans le texte est à faire par les notes de bas de page.
- La présentation des références doit suivre les conventions bibliographiques. Il est recommandé d'utiliser les modèles {{Ouvrage}}, {{Chapitre}}, {{Article}}, {{Lien web}} et/ou {{Bibliographie}}. Le mode d'édition visuel peut mettre en forme automatiquement les références.
- Insérer une infobox (cadre d'informations à droite) n'est pas obligatoire pour parachever la mise en page.

Pour une aide détaillée, merci de consulter Aide:Wikification.
Si vous pensez que ces points ont été résolus, vous pouvez retirer ce bandeau et améliorer la mise en forme d'un autre article.
Pour les articles homonymes, voir New wave (homonymie).
En design, le New Wave ou la typographie punk suisse se réfère à une approche de la typographie qui défie les conventions strictes d'arrangement basées sur une grille. Les caractéristiques incluent un espacement irrégulier des lettres, des graisses (épaisseurs de caractères) variables au sein d'un même mot et des caractères définis à des angles non droits.

## Description
Le design New Wave a été influencé par la culture punk et le courant qualifié de postmodernisme. Toutefois, il y a un débat quant à savoir si le style New Wave est une rupture ou une progression naturelle du Style Suisse. Alors que la police sans empattement prédomine toujours, le New Wave se distingue cependant de son prédécesseur par la particularité de repousser les limites de la lisibilité,,. La rupture avec la structure classique en grille signife que le contenu peut être centré, irrégulier à gauche ou à droite ou encore chaotique. La liberté artistique a produit des formes usuelles telles que l'audacieuse marche d'escalier,. La hiérarchie des textes s'écarte également de l'approche descendante du style international. Le texte devient texturé avec le développement du film transparent et l’augmentation de la technique du collage dans la conception graphique. Une autre rupture de l’esthétique minimaliste est constatée avec l’augmentation du nombre de tailles de caractères et de couleurs de polices au sein d'une même création,,. Bien que le punk et le psychédélisme incarnent la nature non-conventionnelle, la ressemblance entre le style New Wave et le style international a conduit certains à qualifier ce nouveau style de « culture punk plus douce et commercialisée ».

## Histoire
Wolfgang Weingart est reconnu pour avoir développé la typographie New Wave au début des années 1970 à l'École de design de Bâle, en Suisse,. Le New Wave ainsi que d'autres styles typographiques postmodernes, tels que le Punk et le Psychedelia, sont apparus en réaction au style typographique international ou au style suisse, très populaire dans la culture d'entreprise,. Le style typographique international incarnait l’esthétique moderniste du minimalisme, de la fonctionnalité et des normes universelles logiques. L’esthétique postmoderniste a réprimandé la philosophie « moins c’est plus », en attribuant que la typographie peut jouer un rôle plus expressif et peut inclure des ornements pour y parvenir. L’augmentation de l’expression visait à améliorer la communication. Par conséquent, les concepteurs du style New Wave tels que Weingart estimaient que l’intuition était tout aussi précieuse que la compétence analytique en matière de composition. Le résultat est une énergie cinétique accrue dans les conceptions.
L’adoption de la typographie New Wave aux États-Unis s’est faite par plusieurs canaux. Weingart a donné une tournée de conférences sur le sujet au début des années 1970, ce qui a accru le nombre de graphistes américains qui se sont rendus à l'école de Bâle pour suivre une formation post-universitaire qu'ils ont ramené aux États-Unis,,. Parmi les étudiants éminents des classes de Weingart figurent April Greiman, Dan Friedman et Willi Kunz (né en 1943),. Ils ont développé davantage le style, par exemple Dan Friedman a rejeté le terme lisibilité (legibility) pour le terme plus large d'aptitude à la lecture (readability). L'augmentation de l'ornementation a été développée par William Longhauser et peut être constatée à travers le lettrage ludique utilisé pour afficher un motif architectural dans une affiche d'exposition pour Michael Graves (Voir l'affiche). Un autre contributeur important au mouvement New Wave était la Cranbrook Academy of Art et sa co-présidente du design graphique, Katherine McCoy. McCoy a affirmé que « la lecture et le visionnement se chevauchent et interagissent en synergie afin de créer un effet hollistique qui présente les deux modes d’interprétation ».
La complexité de la composition a augmenté avec le New Wave qui s'est transformée en conception graphique développée par ordinateur. La complexité est venue définir la nouvelle esthétique numérique du design graphique. April Greiman a été l'une des premières graphistes à adopter les ordinateurs et l'esthétique New Wave est toujours visible dans ses œuvres numériques.

## Figures importantes

### Wolfgang Weingart
Weingart était un graphiste allemand, connu comme le père du design New Wave. Selon Weingart, il s'est inspiré de la « typographie suisse » et se considérait comme un « rebelle typographique ».
Weingart a commencé à étudier à la Merz Academy de Stuttgart, en Allemagne. Là-bas, il a développé des compétences telles que la linogravure, l’impression sur bois et la composition. En 1963, Weingart s'installe à Bâle, en Suisse, et fréquente l'École de design de Bâle. En 1968, on lui demande d'enseigner la typographie au nouveau département Weiterbildungsklasse für Grafik de l'institution.
Weingart était professeur et enseignait la typographie. Lorsque l'ordinateur a été introduit, Weingart a reçu le premier ordinateur personnel Macintosh pour ses enseignements. Comme ses collègues, Weingart était incertain quant aux nouvelles technologies. Son utilisation limitée de la technologie est visible dans son travail aujourd'hui.

### Dan Friedman
Dan Friedman, ancien élève de Wolfgang Weingart, a fréquenté l'Université Carnegie Mellon et a étudié à l'étranger à Ulm, en Allemagne, pour obtenir sa maîtrise en design graphique. Ulm a commencé à devenir instable, obligeant Friedman à être transféré à l'Allgemeine Gewerbeschule, à Bâle en Suisse. C'est là qu'il a suivi l'enseignement de Weingart. Friedman a ensuite commencé à enseigner le graphisme à plein temps à Yale en 1969.
Il a créé pour ses étudiants des projets qui reflètent ce que lui ont appris ses expériences à Ulm et à Bâle. En 1972, Friedman accepta par la suite un autre poste d'enseignant en tant que professeur adjoint du Board of Study in Design de l'Université d'État de New York. Puis, un an plus tard, il a arrêté de travailler pour Yale.

### April Greiman
April Greiman est une graphiste américaine contemporaine. Comme Weingart, elle est l'une des premières designers à utiliser la technologie dans son travail. Elle est reconnue pour avoir introduit le « New Wave » aux États-Unis
Greiman est la directrice artistique de Made in Space, basé à Los Angeles.
En tant qu'étudiante, Greiman a fréquenté le Kansas City Art Institute, puis, dans les années 70, il s'est rendu à Bâle, en Suisse. Elle devient étudiante à l'École de design de Bâle et suit l'enseignement de Wolfgang Weingart. Elle hérite alors du style design « New Wave ».
Actuellement, Greiman travaille à l'école d'architecture de l'université de Woodbury, en tant que professeur d'art.

## Origines du terme
En termes de musique, le terme « New Wave » est apparu de la fin des années 1970 au début des années 1980, inspiré du cinéma Nouvelle Vague français .